# Marcin Urbaś
Marcin Krzysztof Urbaś (* 17. září 1976 Krakov) je bývalý polský atlet, sprinter.

## Sportovní kariéra
Na začátku 21. století patřil k evropské sprinterské špičce. V roce 2002 se stal halovým mistrem Evropy v běhu na 200 metrů. Ve stejné sezóně byl členem stříbrné polské štafety na 4 × 100 metrů na evropském šampionátu v Mnichově. Při derniéře závodu na 200 metrů na halovém mistrovství Evropy v roce 2005 vybojoval bronzovou medaili. Jeho osobní rekord v běhu na 200 metrů 19,98 s je k prosinci 2018 stále polským rekordem.